# Демьяновка (Минская область)
Демья́новка — деревня в Блужском сельсовете Пуховичского районе Минской области Беларуси.
Известна с конца XIX века. Название деревни происходит от имени Демьян.

## Демография
Согласно переписи населения 1897 года, в Демьяновке было 16 дворов, проживало 54 мужчины и 56 женщин.
Согласно переписи населения 2007 года, в Демьяновке постоянно проживало 39 человек. В 2010 году 40 человек.